# Football Club Sporting Benevento 2003-2004
Questa voce raccoglie le informazioni riguardanti il Football Club Sporting Benevento nelle competizioni ufficiali della stagione 2008-2009.

## Divise e sponsor
Lo sponsor tecnico per la stagione è Zeus Sport.
| Casa | Trasferta | Trasferta |

## Organigramma societario
Area direttiva
- Presidente: Giuseppe Spatola
- Vice presidente:Serena Spatola
- Amministratore delegato:
- Direttore generale:

Area organizzativa
- Segretario generale:Giovanni Mastrangeli
- Team manager:Pedro Mariani

Area comunicazione
- Responsabile: sicurezza ,campo Giuseppe di Carlo

Area tecnica
- Direttore tecnico:
- Allenatore: Nello Di Costanzo, da gennaio Corrado Benedetti
- Allenatore in seconda:
- Preparatore atletico:Nicola Albarella
- Preparatore dei portieri:

Area sanitaria
- Responsabile:
- Medici sociali:

## Rosa
| N. |                      | Ruolo | Calciatore         |
| -- | -------------------- | ----- | ------------------ |
|    | Italia (bandiera)    | P     | Massimo Lotti      |
|    | Italia (bandiera)    | P     | Amedeo Petrazzuolo |
|    | Senegal (bandiera)   | D     | Tchangai           |
|    | Italia (bandiera)    | D     | Gill Voria         |
|    | Italia (bandiera)    | D     | Domenico Colletto  |
|    | Italia (bandiera)    | D     | Leo Criaco         |
|    | Italia (bandiera)    | D     | Alberto Nocerino   |
|    | Italia (bandiera)    | D     | Antonio Vanacore   |
|    | Italia (bandiera)    | D     | Paolo Chiavaroli   |
|    | Australia (bandiera) | C     | Michael Ferrante   |
|    | Italia (bandiera)    | C     | Vincenzo Riccio    |
|    | Brasile (bandiera)   | C     | Ronaldo Vanin      |

| N. |                   | Ruolo | Calciatore           |
| -- | ----------------- | ----- | -------------------- |
|    | Italia (bandiera) | C     | Alessandro Bruno     |
|    | Italia (bandiera) | C     | Carmine Cerchia      |
|    | Italia (bandiera) | C     | Luigi D'Aniello      |
|    | Italia (bandiera) | C     | Domenico Giugliano   |
|    | Italia (bandiera) | C     | Giovanni Rosamilia   |
|    | Italia (bandiera) | C     | Michele Menolascina  |
|    | Italia (bandiera) | C     | Emanuele Marzocchi   |
|    | Italia (bandiera) | A     | Grieco Francesco     |
|    | Italia (bandiera) | A     | Simone Marini        |
|    | Italia (bandiera) | A     | Alessandro Pellicori |
|    | Italia (bandiera) | A     | Fabio Ruffo          |
|    | Italia (bandiera) | A     | Antonio Di Nardo     |

## Risultati

### Serie C1

#### Girone di andata
| Sora 31 agosto 2003 1ª giornata                | Sora      | 0 – 1        | Sporting Benevento | Stadio Claudio Tomei (2.600 spett.) |
| \| \| \| \| \| \| Marcatori \| 63’ Vanacore \| |           |              |                    |                                     |
|                                                |           |              |                    |                                     |
|                                                | Marcatori | 63’ Vanacore |                    |                                     |

| Benevento 7 settembre 2003 2ª giornata | Benevento | 0 – 0 | Fermana | Stadio Ciro Vigorito (4.100 spett.) |

| Catanzaro 14 settembre 2003 3ª giornata                                            | Catanzaro | 2 – 2                     | Benevento | Stadio Nicola Ceravolo (5.839 spett.) |
| \| \| \| \| \| Zappella 9’ Corona 12’ \| Marcatori \| 12’ Poziello 48’ Vanacore \| |           |                           |           |                                       |
|                                                                                    |           |                           |           |                                       |
| Zappella 9’ Corona 12’                                                             | Marcatori | 12’ Poziello 48’ Vanacore |           |                                       |

| Benevento 21 settembre 2003 4ª giornata         | Benevento | 0 – 1         | Viterbese | Stadio Ciro Vigorito (3.700 spett.) |
| \| \| \| \| \| \| Marcatori \| 16’ Cingolani \| |           |               |           |                                     |
|                                                 |           |               |           |                                     |
|                                                 | Marcatori | 16’ Cingolani |           |                                     |

| Giulianova 28 settembre 2003 5ª giornata | Giulianova | 0 – 0 | Benevento | Stadio Rubens Fadini (1.888 spett.) |

| Benevento 5 ottobre 2003 6ª giornata                       | Benevento | 1 – 1       | Vis Pesaro | Stadio Ciro Vigorito (2.443 spett.) |
| \| \| \| \| \| Di Nardo 53’ \| Marcatori \| 95’ Cazzola \| |           |             |            |                                     |
|                                                            |           |             |            |                                     |
| Di Nardo 53’                                               | Marcatori | 95’ Cazzola |            |                                     |

| Taranto 12 ottobre 2003 7ª giornata                                             | Taranto   | 2 – 2                     | Benevento | Stadio Erasmo Iacovone (2.517 spett.) |
| \| \| \| \| \| Esposito 7’ Apa 31’ \| Marcatori \| 83’ Vanacore 86’ Di Nardo \| |           |                           |           |                                       |
|                                                                                 |           |                           |           |                                       |
| Esposito 7’ Apa 31’                                                             | Marcatori | 83’ Vanacore 86’ Di Nardo |           |                                       |

| Benevento 19 ottobre 2003 8ª giornata          | Sporting Benevento | 1 – 0 | Paternò | Stadio Ciro Vigorito (2.000 spett.) |
| \| \| \| \| \| Di Nardo 60’ \| Marcatori \| \| |                    |       |         |                                     |
|                                                |                    |       |         |                                     |
| Di Nardo 60’                                   | Marcatori          |       |         |                                     |

| Foggia 26 ottobre 2003 9ª giornata                                                                                | Foggia    | 3 – 3                                      | Sporting Benevento | Stadio Pino Zaccheria (6.433 spett.) |
| \| \| \| \| \| Greco 5’ Mariniello 21’ Da Silva 84’ \| Marcatori \| 40’ (rig.) Molino 72’ Di Nardo 83’ Cerchia \| |           |                                            |                    |                                      |
| |           |                                            |                    |                                      |
| Greco 5’ Mariniello 21’ Da Silva 84’                                                                              | Marcatori | 40’ (rig.) Molino 72’ Di Nardo 83’ Cerchia |                    |                                      |

| San Benedetto del Tronto 2 novembre 2003 10ª giornata               | Sambenedettese | 0 – 2                             | Sporting Benevento | Stadio Riviera delle Palme (4.439 spett.) |
| \| \| \| \| \| \| Marcatori \| 21’ (rig.) Molino 64’ Menolascina \| |                |                                   |                    |                                           |
|                                                                     |                |                                   |                    |                                           |
|                                                                     | Marcatori      | 21’ (rig.) Molino 64’ Menolascina |                    |                                           |

| Benevento 9 novembre 2003 11ª giornata                               | Sporting Benevento | 1 – 1            | Chieti | Stadio Ciro Vigorito (4.500 spett.) |
| \| \| \| \| \| Molino 18’ (rig.) \| Marcatori \| 22’ Quagliarella \| |                    |                  |        |                                     |
|                                                                      |                    |                  |        |                                     |
| Molino 18’ (rig.)                                                    | Marcatori          | 22’ Quagliarella |        |                                     |

| Crotone 16 novembre 2003 12ª giornata                        | Crotone   | 1 – 1        | Sporting Benevento | Stadio Ezio Scida (2.756 spett.) |
| \| \| \| \| \| Tarantino 56’ \| Marcatori \| 80’ Di Nardo \| |           |              |                    |                                  |
|                                                              |           |              |                    |                                  |
| Tarantino 56’                                                | Marcatori | 80’ Di Nardo |                    |                                  |

| Benevento 23 novembre 2003 13ª giornata                              | Sporting Benevento | 2 – 1       | L'Aquila | Ciro Vigorito (2.492 spett.) |
| \| \| \| \| \| Molino 47’ (rig.), 56’ \| Marcatori \| 42’ Adriano \| |                    |             |          |                              |
|                                                                      |                    |             |          |                              |
| Molino 47’ (rig.), 56’                                               | Marcatori          | 42’ Adriano |          |                              |

| Teramo 7 dicembre 2003 14ª giornata                                             | Teramo    | 2 – 2                    | Sporting Benevento | Stadio Gaetano Bonolis (1.700 spett.) |
| \| \| \| \| \| Ola 21’ Bonfanti 76’ \| Marcatori \| 49’ Poziello 92’ Martino \| |           |                          |                    |                                       |
|                                                                                 |           |                          |                    |                                       |
| Ola 21’ Bonfanti 76’                                                            | Marcatori | 49’ Poziello 92’ Martino |                    |                                       |

| Benevento 14 dicembre 2003 15ª giornata                              | Sporting Benevento | 1 – 1              | Lanciano | Stadio Ciro Vigorito (2.654 spett.) |
| \| \| \| \| \| Menolascina 87’ \| Marcatori \| 6 ’ Ferreira Pinto \| |                    |                    |          |                                     |
|                                                                      |                    |                    |          |                                     |
| Menolascina 87’                                                      | Marcatori          | 6 ’ Ferreira Pinto |          |                                     |

| Martina Franca 21 dicembre 2003 16ª giornata                        | Martina   | 2 – 1        | Sporting Benevento | Stadio Giuseppe Domenico Tursi (1.775 spett.) |
| \| \| \| \| \| Erra 37’ Altiero 89’ \| Marcatori \| 51’ Di Nardo \| |           |              |                    |                                               |
|                                                                     |           |              |                    |                                               |
| Erra 37’ Altiero 89’                                                | Marcatori | 51’ Di Nardo |                    |                                               |

| Benevento 6 gennaio 2004 17ª giornata            | Sporting Benevento | 0 – 1          | Acireale | Ciro Vigorito (3.202 spett.) |
| \| \| \| \| \| \| Marcatori \| 5’ Mastrolilli \| |                    |                |          |                              |
|                                                  |                    |                |          |                              |
|                                                  | Marcatori          | 5’ Mastrolilli |          |                              |

#### Girone di ritorno
| Benevento 13 gennaio 2004 18ª giornata                   | Sporting Benevento | 2 – 0 | Sora | Stadio Ciro Vigorito (2.221 spett.) |
| \| \| \| \| \| Molino rig.’ (29), 75’ \| Marcatori \| \| |                    |       |      |                                     |
|                                                          |                    |       |      |                                     |
| Molino rig.’ (29), 75’                                   | Marcatori          |       |      |                                     |

| Fermo 18 gennaio 2004 19ª giornata                             | Fermana   | 0 – 2                        | Benevento | Stadio Bruno Recchioni (990 spett.) |
| \| \| \| \| \| \| Marcatori \| 7’ (rig.) Molino 53’Di Nardo \| |           |                              |           |                                     |
|                                                                |           |                              |           |                                     |
|                                                                | Marcatori | 7’ (rig.) Molino 53’Di Nardo |           |                                     |

| Arbitro: | Cristian Biancone |

|                    |           |                        |
| Voria 5’ Vanin 45’ | Marcatori | 1’ Biancone 52’ Corona |

| Viterbo 8 febbraio 2004 21ª giornata | Viterbese | 0 – 0 | Benevento | Stadio Enrico Rocchi (1.787 spett.) |

| Benevento 15 febbraio 2004 22ª giornata      | Benevento | 1 – 0 | Giulianova | Stadio Ciro Vigorito (2.502 spett.) |
| \| \| \| \| \| Molino 33’ \| Marcatori \| \| |           |       |            |                                     |
|                                              |           |       |            |                                     |
| Molino 33’                                   | Marcatori |       |            |                                     |

| Pesaro 22 febbraio 2004 23ª giornata                                    | Vis Pesaro | 1 – 2                     | Benevento | Stadio Tonino Benelli (1.139 spett.) |
| \| \| \| \| \| Crocetti 8’ \| Marcatori \| 7’ Pellicori 10’ Di Nardo \| |            |                           |           |                                      |
|                                                                         |            |                           |           |                                      |
| Crocetti 8’                                                             | Marcatori  | 7’ Pellicori 10’ Di Nardo |           |                                      |

| Benevento 7 marzo 2004 24ª giornata                    | Sporting Benevento | 2 – 0 | Taranto | Stadio Ciro Vigorito (2.254 spett.) |
| \| \| \| \| \| Voria 86’ Riccio 92’ \| Marcatori \| \| |                    |       |         |                                     |
|                                                        |                    |       |         |                                     |
| Voria 86’ Riccio 92’                                   | Marcatori          |       |         |                                     |

| Paternò 13 marzo 2004 25ª giornata | Paternò | 0 – 0 | Sporting Benevento | Stadio Falcone-Borsellino (560 spett.) |

| Benevento 21 marzo 2004 26ª giornata | Sporting Benevento | 0 – 0 | Foggia | Stadio Ciro Vigorito (5.405 spett.) |

| Benevento 28 marzo 2004 27ª giornata                                                | Sporting Benevento | 4 – 0 | Sambenedettese | Stadio Ciro Vigorito (3.683 spett.) |
| \| \| \| \| \| Voria 42’ Menolascina 50’ Molino 70’ Di Nardo 83’ \| Marcatori \| \| |                    |       |                |                                     |
|                                                                                     |                    |       |                |                                     |
| Voria 42’ Menolascina 50’ Molino 70’ Di Nardo 83’                                   | Marcatori          |       |                |                                     |

| Chieti 4 aprile 2004 28ª giornata                            | Chieti    | 2 – 0 | Sporting Benevento | Stadio Guido Angelini (2.889 spett.) |
| \| \| \| \| \| Quagliarella 37’ Medda 76’ \| Marcatori \| \| |           |       |                    |                                      |
|                                                              |           |       |                    |                                      |
| Quagliarella 37’ Medda 76’                                   | Marcatori |       |                    |                                      |

| Benevento 10 aprile 2004 29ª giornata                        | Sporting Benevento | 2 – 1       | Crotone | Stadio Ciro Vigorito (3.831 spett.) |
| \| \| \| \| \| Vanin 34’ (35) \| Marcatori \| 59’ Porchia \| |                    |             |         |                                     |
|                                                              |                    |             |         |                                     |
| Vanin 34’ (35)                                               | Marcatori          | 59’ Porchia |         |                                     |

| Teramo 18 aprile 2004 30ª giornata          | L'Aquila  | 0 – 1     | Sporting Benevento | Stadio Gaetano Bonolis (2.470 spett.) |
| \| \| \| \| \| \| Marcatori \| 52’ Voria \| |           |           |                    |                                       |
|                                             |           |           |                    |                                       |
|                                             | Marcatori | 52’ Voria |                    |                                       |

| Benevento 25 aprile 2004 31ª giornata       | Sporting Benevento | 1 – 0 | Teramo | Stadio Ciro Vigorito (3.529 spett.) |
| \| \| \| \| \| Vanin 27’ \| Marcatori \| \| |                    |       |        |                                     |
|                                             |                    |       |        |                                     |
| Vanin 27’                                   | Marcatori          |       |        |                                     |

| 2 maggio 2004 32ª giornata                                                      | Lanciano  | 3 – 1         | Sporting Benevento | Stadio Guido Biondi (2.743 spett.) |
| \| \| \| \| \| Finetti 19’ Conti 30’ Nassi 61’ \| Marcatori \| 64’ Giugliano \| |           |               |                    |                                    |
|                                                                                 |           |               |                    |                                    |
| Finetti 19’ Conti 30’ Nassi 61’                                                 | Marcatori | 64’ Giugliano |                    |                                    |

| Benevento 9 maggio 2004 33ª giornata                | Sporting Benevento | 1 – 0 | Martina | Stadio Ciro Vigorito (3.917 spett.) |
| \| \| \| \| \| Molino 38’ (rig.) \| Marcatori \| \| |                    |       |         |                                     |
|                                                     |                    |       |         |                                     |
| Molino 38’ (rig.)                                   | Marcatori          |       |         |                                     |

| 16 maggio 2004 34ª giornata                    | Acireale  | 1 – 0 | Sporting Benevento | Stadio Tupparello (1.549 spett.) |
| \| \| \| \| \| Anastasi 72’ \| Marcatori \| \| |           |       |                    |                                  |
|                                                |           |       |                    |                                  |
| Anastasi 72’                                   | Marcatori |       |                    |                                  |

#### Play-Off
| Arbitro: | Brunialti (Trento) |

|               |           |  |
| Pellicori 76’ | Marcatori |  |

| Arbitro: | Pantana (Macerata) |

|                                            |           |            |
| Porchia 28’ Porchia 82’ (rig.) Galardo 87’ | Marcatori | 22’ Molino |